# Наталіо Песія
Наталіо Песія (ісп. Natalio Pescia, 1 січня 1922, Док-Суд — 11 листопада 1989, Авельянеда) — аргентинський футболіст, що грав на позиції півзахисника за клуб «Бока Хуніорс», а також національну збірну Аргентини, у складі якої — триразовий переможець чемпіонату Південної Америки. 

## Клубна кар'єра

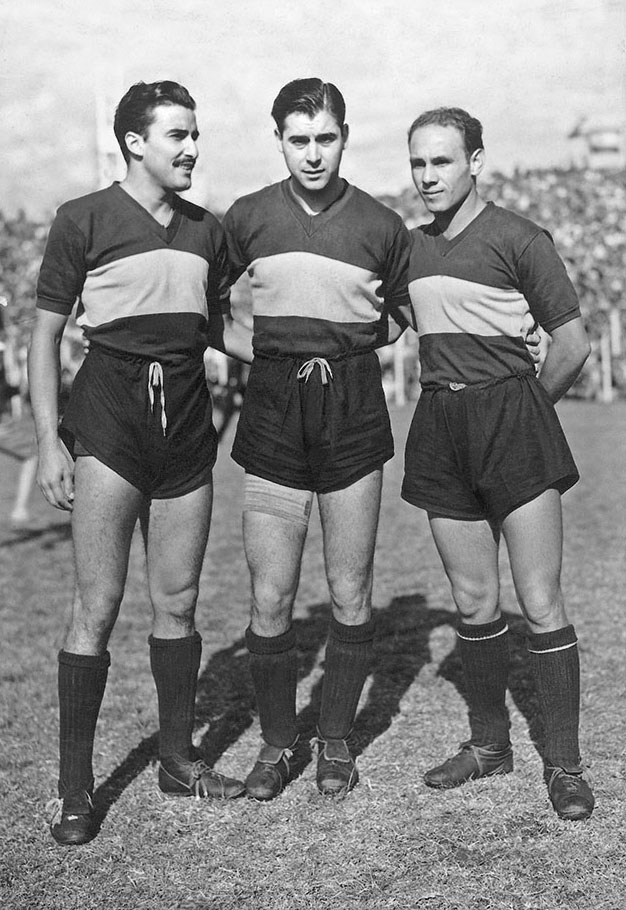
Песія (праворуч) з партнерами по півзахисту «Бока Хуніорс» 1940-х Карлосом Сосою і Ернесто Ладзатті

Народився 1 січня 1922 року в місті Док-Суд. Вихованець футбольної школи клубу «Бока Хуніорс», до якої потрапив у 12-річному віці.
Дорослу футбольну кар'єру розпочав 1942 року в основній команді того ж клубу, кольори якої і захищав протягом усієї своєї кар'єри гравця, що тривала шістнадцять років. Найуспішнішим для гравця був період у середині 1940-х, коли він разом з Карлосом Сосою і Ернесто Ладзатті утворював легендарну лінію півзахисту «Боки», зокрема вигравши у 1943 і 1944 роках чемпіонат Аргентини. Свій третій чемпіонський титул з «Бока Хуніорс» здобув вже наприкінці ігрової кар'єри, у 1954. А за три роки офіційно завершив виступи на футбольному полі.

## Виступи за збірну
1945 року, не маючи досвіду виступів за національну збірну Аргентини, був включений до її заявки на тогорічний чемпіонат Південної Америки, що проходив у Чилі і де аргентинці здобули свій сьомий титул найсильнішої збірної континенту. Щоправда на тому турнірі Песія на поле не виходив. 
Його дебют у формі збірної відбувся за рік, на домашньому чемпіонаті Південної Америки 1946 року, де Аргентина захистила чемпіонський титул, а сам гравець взяв участь у чотирьох іграх.
Ще шість матчів за збірну додав до свого активу на чемпіонаті Південної Америки 1947 року, що проходив в Еквадорі і де Аргентина утретє поспіль виборола золоті нагороди першості.
Загалом протягом кар'єри у національній команді, яка тривала 9 років, провів у її формі 12 матчів.
Помер 11 листопада 1989 року на 68-му році життя у місті Авельянеда.
| Дата       | Місто        | Господарі  | Результат | Гості     | Турнір                                     | Голи | Примітки |
| ---------- | ------------ | ---------- | --------- | --------- | ------------------------------------------ | ---- | -------- |
| 19-01-1946 | Буенос-Айрес | Аргентина  | 7 – 1     | Болівія   | Чемпіонат Південної Америки з футболу 1946 | -    | [ 1 ]    |
| 26-01-1946 | Буенос-Айрес | Аргентина  | 3 – 1     | Чилі      | Чемпіонат Південної Америки з футболу 1946 | -    | [ 1 ]    |
| 02-02-1946 | Буенос-Айрес | Аргентина  | 3 – 1     | Уругвай   | Чемпіонат Південної Америки з футболу 1946 | -    | [ 1 ]    |
| 10-02-1946 | Буенос-Айрес | Аргентина  | 2 – 0     | Бразилія  | Чемпіонат Південної Америки з футболу 1946 | -    | [ 1 ]    |
| 02-12-1947 | Гуаякіль     | Аргентина  | 6 – 0     | Парагвай  | Чемпіонат Південної Америки з футболу 1947 | -    | [ 2 ]    |
| 04-12-1947 | Гуаякіль     | Аргентина  | 7 – 0     | Болівія   | Чемпіонат Південної Америки з футболу 1947 | -    | [ 2 ]    |
| 11-12-1947 | Гуаякіль     | Аргентина  | 3 – 2     | Перу      | Чемпіонат Південної Америки з футболу 1947 | -    | [ 2 ]    |
| 16-12-1947 | Гуаякіль     | Аргентина  | 1 – 1     | Чилі      | Чемпіонат Південної Америки з футболу 1947 | -    | [ 2 ]    |
| 25-12-1947 | Гуаякіль     | Аргентина  | 2 – 0     | Еквадор   | Чемпіонат Південної Америки з футболу 1947 | -    | [ 2 ]    |
| 28-12-1947 | Гуаякіль     | Аргентина  | 3 – 1     | Уругвай   | Чемпіонат Південної Америки з футболу 1947 | -    | [ 2 ]    |
| 09-05-1951 | Лондон       | Англія     | 2 – 1     | Аргентина | товариський матч                           | -    | [ 3 ]    |
| 28-11-1954 | Лісабон      | Португалія | 1 – 3     | Аргентина | товариський матч                           | -    | [ 4 ]    |
| Усього     |              | Матчів     | 12        |           | Голів                                      | 0    |          |

## Титули і досягнення
- Переможець чемпіонату Південної Америки (3):

Аргентина: 1945, 1946, 1947
- Чемпіон Аргентини (3):

«Бока Хуніорс»: 1943, 1944, 1954